# Родригес, Майкл
Майкл Стивен Родригес Гутьеррес (исп. Michael Steven Rodríguez Gutiérrez; род. 30 декабря 1981, Алахуэла) — коста-риканский футболист, выступавший на позиции центрального защитника.

## Клубная карьера
Профессиональную карьеру футболиста начал в 2001 году в «Алахуэленсе», в котором провёл чуть больше половины своей карьеры и получал вызов в национальную сборную Коста-Рики. В июне 2008 года подписал контракт с клубом «Сиэтл Саундерс». 24 июня Родригес дебютировал за американский клуб в матче против «Голливуд Юнайтед» в Открытом кубке США. В январе 2010 года он присоединился к команде «Перес-Селедон».
В октябре 2012 уехал в Индию, чтобы сыграть за «Юнайтед Сикким», но в июне 2013 вернулся в «Перес-Селедон». В 2014 году играл за пуэрто-риканский клуб «Пуэрто-Рико Баямон», в котором завершил карьеру футболиста.

## Международная карьера
Родригес был играл на чемпионате мира среди молодёжных команд 2001 в Аргентине.
Дебют за национальную сборную Коста-Рики состоялся в феврале 2006 года в товарищеском матче против Сборной Республики Корея. Был включен в состав на чемпионат мира по футболу 2006 в Германии. Всего Родригес сыграл 3 матча за сборную.